# 由比町
由比町（日语：／ Yui chō */?）為位于静岡縣中部的町。已於2008年11月1日併入靜岡市，現為清水區的一部分。
由比町在合并之前人口约9085人，密度为394.5人/平方公里。总面积23.03 km²。

## 外部連結
- 由比町